# Walking Cloud and Deep Red Sky, Flag Fluttered and the Sun Shined
Walking Cloud and Deep Red Sky, Flag Fluttered and the Sun Shined é um álbum de estúdio da banda japonesa de post-rock Mono, lançado em 2004. Foi  produzido por Steve Albini.

## Faixas
1. "16.12" – 10:57
2. "Mere Your Pathetique Light" – 6:36
3. "Halcyon (Beautiful Days)" – 8:09
4. "2 Candles, 1 Wish" – 2:47
5. "Ode" – 7:06
6. "The Sky Remains the Same as Ever" – 2:27
7. "Lost Snow" – 15:12
8. "A Thousand Paper Cranes" – 5:11